# 275 (číslo)
Dvě stě sedmdesát pět je přirozené číslo, které následuje po čísle dvě stě sedmdesát čtyři a předchází číslu dvě stě sedmdesát šest. Římskými číslicemi se zapisuje CCLXXV a řeckými číslicemi σοε.

## Matematika
275 je:
- Deficientní číslo
- Nešťastné číslo
- Nepříznivé číslo

## Astronomie
- (275) Sapientia je planetka hlavního pásu, kterou objevil v roce 1888 Johann Palisa

## Doprava
- Silnice II/275 je česká silnice II. třídy vedoucí na trase Dymokury – Křinec – Mcely – Luštěnice – Horky nad Jizerou – Chotětov – I/16[1][2][3]

## Roky
- 275
- 275 př. n. l.